# Začarano blago
Začarano blago je epizoda Malog rendžera (Kita Telera) obavljena u izdanju Lunov magnus stripa br. 306. Izašla je u bivšoj Jugoslaviji 1978. godine u izdanju Dnevnika iz Novog Sada. Imala je 83 stranice. Zajedno sa nastavkom, LMS-307 Jezero svetlosti, čini celokupnu epizodu. Cena je bila 10 dinara.

## Originalna epizoda
Epizoda je originalno objavljena u Italiji pod nazivom La montagna incantata, br. 143 u izdanju Bonneli Comics u oktobru 1975. godine. Epizodu je nacrtao Frančeso Gamba, a scenario napisao Andrea Lavecolo.

## Kratak sadržaj
Kit i Frenki se vraćaju u utvrđenje rendžera kroz oblast Svetlećih planina kada ih iznenada napada puma. Kit otkriva da je puma slepa i da je to razlog što su je lako savladali. Zaključuju da je puma odnedavno oslepela, inače bi morala da umre kao mladunče. 
Nakon toga, svraćaju u rudarsko selo Voterdaun, gde zatiču grupu lokalnih mangupa, koju predvodi mladić po imenu Sleki, kako maltretiraju slepog starca Dertija. Nakon što rasteraju gužvu, Derti (bivši traper) im priča kako je izgubio vid — priseća se samo da ga je izgubio kada je otkrio blago začarane planine, ali više od toga ne može da se seti. Kit mu isprava ne veruje, ali Derti uspeva da ga ubedi kada mu pokaže ogroman dijamant za koji tvrdi da je samo delić blaga Začarane planine.
Derti uspeva da ubedi Kita i Frenija da mu pomognu da pronađe blago. Nakon pet dana lutanja po Svetlećim planinama, Kita, Frenkija i Dertija napadne i zarobi grupa indijanaca Kokoja. Poglavica Kokoja ih ispituje u trenutku kad starica Ratanka otkriva da trojka traži blago Jezera svetlosti. Jezero je neka vrsta svetog mesta za Kokoje, te poglavica odlučuje da se trojka pogubi sutradan ujutru.
Tokom noći, Sleki i Olivares (koji su ih sve vreme pratili još od Voterdauna u nameri da ih odvedu do blaga), oslobađaju Kita, Frenkija i Dertija, te kreću zajedno u potragu za blagom. Derti na kraju uspeva da se seti puta do velike pećine u kojoj tvrdi da se nalazi blago. Ali kada dolaze do nje, čini se da osim bezvrednih kristala koji se nalaze oko ulaza u pećinu, u pećini nema ničega.

## Prethodna i naredna sveska Kita Telera u LMS
Prethodna sveska sveska Kita Telera u LMS nosila je naslov Gvozdeni čovek (LMS-303), a naredna Jezero svetlosti (LMS-307).